# Dezghingea
Dezghingea (wym. [dez'ginʤe̯a], gag. Dezgincä, Дезгинӂӓ, ros.: Дезгинжа, transliteracja: Dezginža) – wieś w autonomicznej Gagauzji (Mołdawia), w dolaju Komrat. W 94,5 procentach zamieszkana jest przez Gagauzów – turecką grupę etniczną.
We wsi znajduje się stacja kolejowa Halta Dezghingea, która znajduje się na wysokości 79 m n.p.m. Posiada ona także rosyjską nazwę Станция Дезгинжены. Linia kolejowa prowadzi do Căușeni.
W Dezghingei ma swą siedzibę szkoła średnia Scoala Medie Dezghingea. 10 maja 2004 ze środków Mołdawskiego Funduszu Inwestycji Socjalnych pokryto budowę gazociągu doprowadzonego do szkoły we wsi. Prace nad jego budową zakończono 28 marca 2004. Bezrobocie osiąga wartość 80%.
Dezghingea była jedną z mołdawskich miejscowości, które pod koniec 2007 roku zostały objęte programem Proiectul Dezvoltare Comunitara wspomagającym finansowo wioski dotknięte suszą, która nawiedziła tereny Mołdawii latem 2007. Kampania była współfinansowana ze środków Szwedzkiej Agencji Rozwoju oraz fundacji Soros-Moldova. Pomoc polegała na doprowadzeniu wodociągów zapewniających bieżącą wodę mieszkańcom wsi.
Zaraz po kataklizmie wieś odwiedzili australijscy sanitariusze z Mobile Medical Team. Jako że najbliższy szpital oddalony jest od Dezghingei o 10 km, zapewniali oni podstawową pomoc medyczną.
W ramach samopomocy mieszkańcy Dezghingei wzięli udział w programie finansowanym przez Program Narodów Zjednoczonych ds. Rozwoju w Mołdawii (także pod ich patronatem odbywała się kampania Proiectul Dezvoltare Comunitara). Z pozyskanych środków posadzono 1500 drzew, wyczyszczono i odnowiono trzy kilometry drogi oraz dwa kilometry nadbrzeża rzeki Cișmea.
Od 2002 do 2006 roku w okolicach wsi Dezghingea prowadzono działania na rzecz ochrony naturalnej roślinności stepowej. Przedsięwzięcie finansowane było z budżetu kraju oraz źródeł międzynarodowych, a odpowiadało za nie mołdawskie Ministerstwo Środowiska.
Inne nazwy miejscowości to Desghinge, Deshinge, Dezghinge, Dezgindzhe, Dezginzha, Dezginzhe.